# IAd
iAd je mobilní reklamní platforma vyvinutá společností Apple pro jeho iPhone, iPod Touch a iPad řady mobilních zařízení, která umožňuje vývojářům třetích stran přímo vložit reklamy do svých aplikací.
Podobně jako u služby AdMob, iAd usnadňuje integraci reklamy do aplikací, které jsou prodávány na AppStore. V případě, že uživatel klepne na iAd banner, se mu zobrazí reklama na celou obrazovku v rámci aplikace, na rozdíl od jiných reklam, které se zobrazují v prohlížeči Safari. Reklamy jsou více interaktivní než u jiných reklamních služeb a uživatelé ji budou moci kdykoli zavřít a vrátit se na místo, ve kterém nechali svoji aplikaci. Bývalý generální ředitel společnosti Apple Steve Jobs původně uvedl, že si Apple ponechá 40 % z příjmu reklam a zbylých 60 % bude směřovat k vývojářům. Později se poměr pozměnil a společnosti Apple náleží 30 % a vývojářům 70 % ze zisku z reklam.